# Egenæs
Egenæs (tysk: Ekenis) er en landsby beliggende omtrent 7 km sydvest for Kappel i det sydlige Angel i Sydslesvig. Administrativt hører landsbyen under Borne i Slesvig-Flensborg kreds i den nordtyske delstat Slesvig-Holsten. I kirkelig henseende hører landsbyen til Borne Sogn. Sognet lå i Slis Herred (Gottorp Amt, Sønderjylland), da området tilhørte Danmark.
Den 1. marts 2013 blev Egenæs kommune med bebyggelserne Bikum (Bicken), Bognæs (Boknis), Egenæsmark (Ekenisfeld), Egenæslund (Ekenislund), Paverød (Pageroe) og Vadlyk (Wattlück) indlemmet i nabokommunen Borne.  Den forhenværende kommune rådede i 1987 over 250 indbyggere og et areal på 800 ha, deraf 120 ha Slien og 33 ha skov.
Egenæs er første gang nævnt 1352. Den blev sandsynligvis grundlagt i første halvdel af 1300-tallet, byen er endnu ikke opført i kong Valdemars Jordebog fra 1231. Byen hørte tidligere under Domkapitel i Slesvig og gødserne Dollerød og Lindå. Stednavnet Egenæs er sammensat af Eg og -næs. Stednavnet Bikum er afledt af gammeldansk *Bækkium som dativ pluralis af substantivet bæk. /æ/ blev senere til /i/. . 
I området omkring Egenæs findes flere såkaldte jagtstene, som i slutningen af 1700-tallet blev sat op for at markere de danske kongers jagtterræn. De fleste stene viser Frederik 5.s navnetræk. To af dem viser Christian 7. navnetræk. Egenæs tidligere byvåben viser et egeblad. De tre sølvfarvede egenødder symboliserer Egenæs tre bydele Bikum, Egenæsmark og Vadløk. Kommunen er overvejende landbrugspræget med flere landbrugsdrifter. 

## Kendte
- Erasmus Danielsen (21. april 1743 i Egenæs - 25. marts 1803 i Kiel), dansk sprogvidenskabsmand